# Collyria sagitta
Collyria sagitta är en stekelart som beskrevs av Kuzin 1950. Collyria sagitta ingår i släktet Collyria och familjen brokparasitsteklar. Inga underarter finns listade i Catalogue of Life.